# Валерий
Вале́рий — мужское русское личное имя латинского происхождения; восходит к лат. Valesios (Валесиос), позже Valerius (Валериус) — древнеримскому родовому имени Валериев. Помимо этого, в древнеримской мифологии «Валериус» — эпитет Марса. Valerius образовано от «valeo» — «быть сильным, здоровым, бодрым, крепким» (к этому же корню восходит другое имя — Валентин). Традиционная церковная форма имени — Уале́рий; в святцах до середины XVII века также встречалась форма Валер.
В христианском именослове имя Валерий соотносится с несколькими раннехристианскими святыми; один из них — мученик Валерий, чьё имя церковное предание связывает с Георгием Победоносцем. Другой св. Валерий известен в числе «Сорока мучеников Севастийских». Православной церковью также почитается Валерий Мелитинский (конец III века).
Имя Валерий в России до Октябрьской революции не входило в число распространённых имён и использовалось преимущественно в среде духовенства. Интерес к имени в русском обществе появился в начале XX века и в полной мере реализовался в середине столетия. В немалой степени массовой популярности имени способствовала всеобщая известность в 1930-е годы его носителя Валерия Чкалова, лётчика, совершившего несколько героических рекордно дальних перелётов и трагически погибшего в 1938 году.

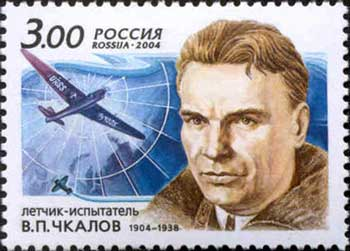
Валерий Чкалов, прославленный советский лётчик. Известность его личности сказалась на популярности имени.

По данным А. В. Суперанской и А. В. Сусловой по Ленинграду, частотность имени Валерий среди мужчин, родившихся до 1938 года, составляет 1 ‰ (то есть наличествует один носитель имени в 1000 учтённых), тогда как среди родившихся в промежуток 1939—1953 годов частотность имени составляет 39 ‰; в промежуток 1954—1968 годы — 28 ‰.
К концу 1980-х годов имя «вышло из моды»: в 1988 году среди имён новорождённых мальчиков частотность имени Валерий составляла 4 ‰. Данные А. Я. Шайкевича по Москве за 1950-е годы показывают, что имя Валерий занимало в столице девятое место по популярности среди новорождённых мальчиков (с частотностью 29 ‰). Статистика имён новорождённых, собранная В. А. Никоновым по некоторым регионам центральной России, также свидетельствует о том, что в начале 1960-х годов имя было весьма востребованным и получило самое широкое распространение. Показательно, что в 1961 году имя Валерий — преимущественно городское: его частотность в областных центрах была примерно в два раза выше употребляемости в сельских районах, и колебалась от 31 ‰ в Калуге до 57 ‰ в Ульяновске.
Краткая форма имени - Валера.
Именины: 22 марта, 6 мая, 7 ноября, 20 ноября.